# André Ulmann
Pour les articles homonymes, voir Ulmann.
Ne doit pas être confondu avec Raoul André Ulmann.
André Ulmann, né le 29 septembre 1912 dans le 16e arrondissement de Paris et mort le 5 septembre 1970 à l'hôpital Cochin, dans le 14e arrondissement, est un journaliste français.

## Biographie
Ses parents sont des juifs alsaciens. Son père Mathias Ulmann, après la défaite de 1870, va fait fortune au Brésil, puis, après la mort de sa femme, rentre en France avec ses cinq enfants. Il épouse Jane Sarah Bernheim, la mère d’André, en 1906. En 1914, Mathias Ulmann est ruiné et ses biens sont confisqués. La famille se réfugie en Suisse, puis après la guerre, revient à Paris.
Après son premier et son second baccalauréat (lettres et maths), André Ulmann mène de front des études de droit et de lettres et commence une carrière de journaliste à l’Information sociale. Il rencontre Jacques Maritain, qui le présente à Emmanuel Mounier et devient secrétaire de rédaction de la revue Esprit en 1932.
Approché par André Chamson, il devient secrétaire de rédaction de l'hebdomadaire Vendredi peu après sa création en 1935.
À la fin de la guerre d'Espagne, il participe au côté de Charles Tillon à l'évacuation vers la France des républicains espagnols.
Pendant la Seconde Guerre mondiale, il crée, en tant qu'ancien prisonnier de guerre, avec Michel Cailliau le Mouvement de résistance des prisonniers de guerre et déportés. Passé dans la clandestinité sous le nom d'Antonin Pichon, il effectue des missions en Suisse et en Allemagne. Arrêté en 1943, il est déporté en 1944 au camp de concentration de Mauthausen, puis, en raison de sa connaissance de l'allemand, au Kommando de Melk, et enfin au camp d'Ebensee. À Melk, sous sa fausse identité, il organise une résistance interne qui permet de sauver de nombreux détenus de toutes nationalités (Espagnols, Yougoslaves, Hongrois, Tchèques, Français et Allemands).
À son retour en France, il est délégué à l'Assemblée consultative provisoire (juillet-août 1945).
Après la Libération de la France, il reprend son métier de journaliste. Il devient rédacteur en chef du journal Les Étoiles, puis de l'hebdomadaire La Tribune des Nations. Selon les archives du KGB apportées par le transfuge Vassili Mitrokhine, ce journal (nom de code : École pour le KGB), envoyé aux ministères et aux principaux décideurs ainsi qu'à de nombreuses ambassades, a bénéficié largement de 3 500 000 francs français versés en 24 ans par l'Union soviétique à André Ulmann,. La Tribune des Nations défend les positions diplomatiques de l'URSS.
En 1946, selon son dossier au KGB, Ulmann a secrètement adhéré au Parti communiste français. La même année, selon Thierry Wolton, il aurait été recruté par le NKVD sous le nom de code de Durant. Pour cet auteur, qui écrivit sans disposer des archives Mitrokhine, il est impossible d'affirmer avec certitude qu'Ulmann fut un agent d'influence soviétique malgré son rôle déterminant dans l'affaire Kravchenko. Wolton pense qu'Ulmann n'avait jamais appartenu au Parti communiste. En revanche, Edgar Morin, qu'Ulmann a recruté au Mouvement national des prisonniers de guerre et déportés en mai 1943, le soupçonne d'être devenu un « sous-marin » du Parti communiste dès avant la guerre ; il étaye ce soupçon par une intervention auprès du parti, dont Ulmann lui fait part lors de son recrutement.
André Ulmann écrit en 1947 un article signé Sim Thomas, censé être un journaliste américain, affirmant que le livre J'ai choisi la liberté du transfuge soviétique Victor Kravtchenko est un faux et son auteur un ivrogne, manipulé par les services secrets américains. Publié par Les Lettres françaises, journal proche du Parti communiste, ce texte sert de motif à un procès en diffamation largement médiatisé à l'époque. Ce n'est qu'à la publication en 1979 des mémoires de Claude Morgan, directeur du journal, que sera révélée la véritable identité de l'auteur de l'article.
Les archives Mitrokhine affirment qu'André Ulmann était également un agent des services de la république populaire de Pologne en 1948, sous le nom de code de Yuli.
Celui qui se présentait comme un humaniste de gauche est qualifié d'intellectuel progressiste par Thierry Wolton.

## Hommage
En 1992, son nom est donné au jardin André-Ulmann à Paris, 28 avenue Brunetière, dans le 17e arrondissement.

## Œuvres
- Le Quatrième Pouvoir, police, Fernand Aubier, 1935.
- L'Humanisme du XXe siècle, Enfant poète, 1946.
- La Conjuration des habiles, Jean Vigneau, 1946.
- André Ulmann et Henri Azeau, Synarchie et pouvoir, Paris, Julliard, 1968.
- Poèmes du camp, Julliard, 1969.

Article
- « La Cité (L'affaire du Temps) : Naissance d'un esprit public », Esprit (revue internationale), Paris, Éd. Esprit,‎ mars 1933, p. 188-193 / 207 (ISSN 0184-7791, BNF 34357004, lire en ligne, consulté le 22 juillet 2021).